# Ле Пен, Ульриш
Ульри́ш Ле Пен (фр. Ulrich Le Pen; род. 21 января 1974, Оре, Морбиан, Бретань) — французский футболист, полузащитник.

## Карьера
Начинал карьеру в «Ренне», с которым вылетел в сезоне 1991/92 в Дивизион 2, где провёл два сезона, а в 1994 году вернулся в элиту.
В 1997 году перешёл в «Лаваль» из Дивизиона 2, с которым за два сезона не смог завоевать повышения в классе, а в 1999 году присоединился к только что вылетевшему из Дивизион 1 «Лорьяну», что позволило ему в сезоне 2001/02 вновь заиграть в главной лиге Франции.
Однако уже в ноябре 2001 года он покинул «мерлуз», чтобы присоединиться к клубу английской премьер-лиги «Ипсвич Таун». За английский клуб Ле Пен провёл на поле лишь 13 минут в одном матче, после чего получил травму. Далее он был отдан в аренду «Страсбуру», а затем окончательно перешёл в этот французский клуб, где играл до конца сезона 2005/06, пока команда не покинула Лигу 1. Следующим его клубом стал вернувшийся в сезоне 2006/07 в элиту «Лорьян». Свой последний сезон 2009/10 провёл в родном клубе «Лаваль» в Лиге 2.

## Достижения
Как игрока «Ренна»:
- Дивизион 2:
  - Второе место: 1993/94 (выход в Дивизион 1)

Как игрока «Лорьяна»:
- Дивизион 2:
  - Второе место: 2000/01 (выход в Дивизион 1)

Как игрока «Страсбура»:
- Кубок французской лиги:
  - Победитель: 2004/05